# John Muir Way

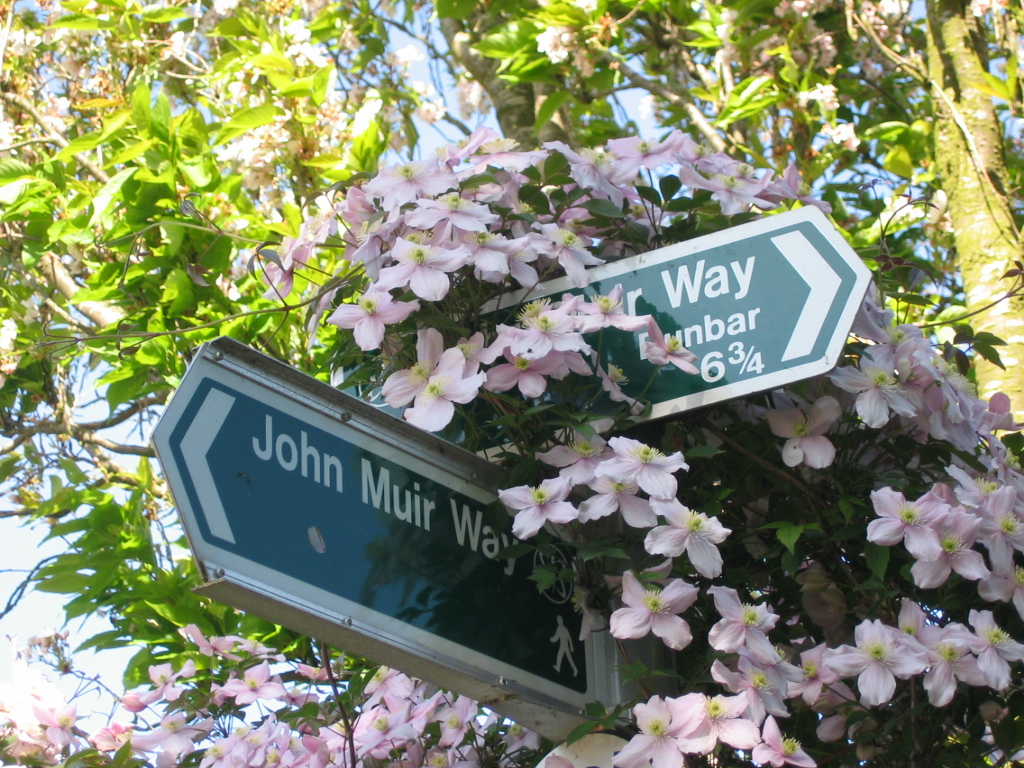
I segnavia del tracciato

Il John Muir Way è un tracciato ciclopedonale britannico a lunga percorrenza (long distance route) di 134 mi (216 km) nella Scozia meridionale.
Va in direzione est-ovest da Dunbar a Helensburgh.
Il percorso è intitolato all'ambientalista scozzese John Muir, nato a Dunbar nel 1838, che fu tra i fondatori dello United States National Park Service.
Il John Muir Way, concepito per commemorare il centenario della morte di Muir, fu ufficialmente aperto al transito il 21 aprile 2014, integrando e collegando percorsi preesistenti tra i quali il breve tratto già indicato come "John Muir Way" presente solo nel territorio dell'East Lothian e una breve sezione, ridenominata, del vecchio percorso che collega Dunbar allo Scottish Borders.
Il tracciato è evidenziato da una segnaletica con un logo di colore bruno-violetto.
Il percorso incrocia a Falkirk The Kelpies, la più grande scultura a soggetto equino esistente al mondo.
Il quotidiano britannico The Independent proclamò il John Muir Way la sua Walk of the Month per il febbraio 2014.

## Itinerario
Prendendo il tracciato da occidente ad oriente, il John Muir Way ha origine a Helensburgh, cittadina da dove Muir partì lasciando la Scozia per gli Stati Uniti d'America. Il percorso prosegue attraverso il paesaggio collinare del parco nazionale di Loch Lomond e dei Trossach (Loch Lomond and The Trossachs National Park), offrendo viste sul lago Lomond e sulle montagne dei Trossach, prima di scendere verso Balloch, al limite meridionale del parco nazionale. Questa è una delle sezioni più selvagge del percorso con il terreno più accidentato, battuto dal vento e caratterizzato dall'alta boscaglia alta e dalla presenza di rifugi. Da qui il percorso si snoda verso Strathblane e il più famoso percorso pedonale a lunga percorrenza della Scozia, la West Highland Way che sfiora il monte Dumgoyne e la distilleria Glengoyne, storico produttore di whisky.
A Kirkintilloch, il tracciato raggiunge il Canale di Forth e Clyde e si dirige attraversando Strathkelvin a Falkirk e la sua ruota che fornisce un collegamento tra vie navigabili per imbarcazioni da turismo. Le fortificazioni romane e il Vallo Antonino sono le attrazioni turistiche che si incontrano proseguendo verso l'antica città di Linlithgow e le rovine del castello, luogo di nascita di Giacomo V e di Maria Stuarda. Lascia Linlithgow con il suo basso lying loch in direzione del mare e della città portuale di Bo'ness, costeggia il castello di Blackness e la cittadina di South Queensferry fino al Forth Road Bridge che, superando il Firth of Forth, la unisce a Edimburgo. Il sentiero segue i luoghi più verdi della capitale scozzese, prima di dirigere i viaggiatori a est, attraversando territori famosi per i loro golf club e per il birdwatching come le lagune di cenere vicino a Levenhall Links, Musselburgh, e proseguendo costeggiando la sponde meridionale del Firth of Forth fino ad Aberlady e North Berwick. Il tracciato termina a Dunbar, dove Muir è nato e dove è presente un museo a lui dedicato.